# Johannes Kühnel (Pädagoge)
Ernst Paul Johannes Kühnel (* 2. Juli 1869 in Dresden; † 12. Oktober 1928 in Gräfelfing bei München) war ein deutscher Reformpädagoge, Volksschullehrer und Mathematikdidaktiker. 

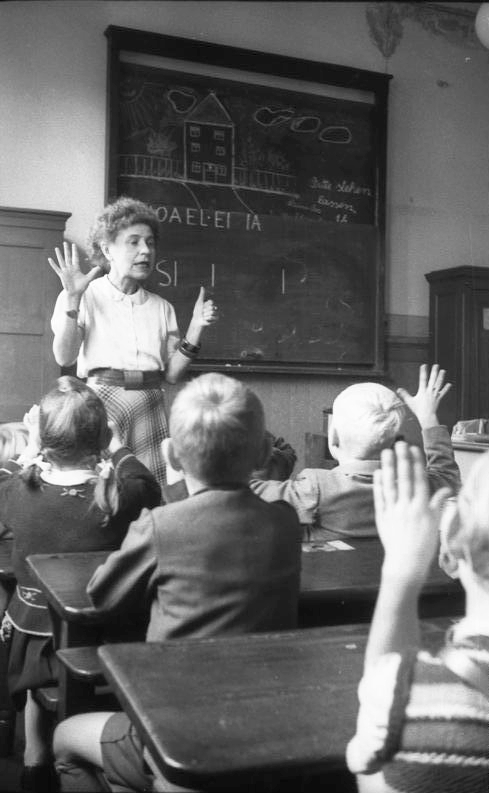
Rechenunterricht in der 1. Klasse, Quelle: Bundesarchiv

## Leben
Als Kind eines Malers (Handwerk) besuchte Johannes Kühnel nur die Volksschule, schloss sie aber nach 8 Jahren mit so guten Noten ab, dass er (im Alter von 14 Jahren) eine Ausbildung zum Lehrer am Lehrerseminar in Dresden und Pirna beginnen konnte, die er 1889 mit der Schulamtskandidatenprüfung (vergleichbar dem 1. Staatsexamen) und 1891 mit der zweiten Volksschullehrerprüfung, der Wahlfähigkeitsprüfung (vergleichbar dem 2. Staatsexamen) beendete.
Bereits ein Jahr nach seiner Lehrerprüfung begann er neben dem Schulunterricht in der Lehrerausbildung zu arbeiten: ab 1892 in Borna, ab 1896 in Bautzen, ab 1907 bis zu seiner vorzeitigen Pensionierung 1925 am Königlichen Lehrerseminar Leipzig. Er schrieb Beiträge für die Zeitschriften „Sächsische Schulzeitung“, „Allgemeine Deutsche Lehrerzeitung“, „Monatshefte der Comeniusgesellschaft“ und „Zeitschrift für pädagogische Psychologie“. 1890 belegte er einen Kurs in Zeichnen an der Kunsthochschule Dresden und schloss ihn mit einer Fachlehrerprüfung in Zeichnen ab. 1890/1 war er als Gasthörer an der Technischen Hochschule Dresden eingeschrieben und besuchte außerdem Kurse in Kunstgeschichte, Psychologie und Pädagogik. 1893 legte er die Fachlehrerprüfung für Technik ab. 1909 bestand er die Pädagogische Prüfung, vergleichbar einer Qualifikation für das höhere Lehramt.
Von 1907 (Sommersemester) bis 1910/11 (Wintersemester) studierte er an der Universität Leipzig u. a. bei Wilhelm Wundt und dessen Schüler Ernst Meumann, der zum Erstprüfer seiner Dissertation („Comenius und der Anschauungsunterricht“, Kühnel 1911) wurde. 1921 ließ er sich für ein halbes Jahr beurlauben, um sich der Förderung des Arbeitsschulgedankens zu widmen. Er ging auf Vortragsreise und hielt 152 Vorträge in Deutschland, Österreich und der Schweiz. Vergeblich hoffte er, zum Leiter des Pädagogischen Instituts der Universität Leipzig berufen zu werden. Er zog sich 1925 ins Privatleben zurück und widmete sich schriftstellerischen Tätigkeiten. 1928 starb er nach zwei Schlaganfällen.

## Schulreformer
Kühnel übte scharfe Kritik am bestehenden Schulsystem, insbesondere an der unerbittlichen Disziplinierung, die Untertanen hervorbringe und der Förderung einer untätigen, gehorsamen Grundhaltung, die das Lernen töte, indem sie beispielsweise durch eng leitende Fragen die Richtung des Denkens vorgebe und im Anschluss die exakte Wiedergabe des Vorgegebenen am höchsten bewerte. Kühnels Kritik war sehr deutlich. Er nannte neben der Unterrichtsgestaltung vor allem drei Bereiche, in denen institutionelle Bedingungen herrschten, die die Stagnation der Schulentwicklung zur Folge hatten. Erstens waren die eigentlichen Experten für Erziehung und Unterricht, nämlich Eltern und Lehrer als verantwortliche Partner für die Schul- und Unterrichtsgestaltung ausgeschlossen. Zweitens verhinderte die komplette Kontrolle und Bevormundung durch eine Vielzahl von dienstlichen Weisungen das selbständige und verantwortliche Handeln von Lehrern. Drittens wurde jede gemeinsame Weiterbildung von Lehrern untereinander unterbunden, weil Hospitationen der Schulaufsicht vorbehalten waren. Kühnel wollte diese kritisierten Punkte verändern und entwickelte Perspektiven, die auch heute noch aktuell sind.
| Die alte Schule               | Die neue Schule             |
| ----------------------------- | --------------------------- |
| Produkt Untertan              | Erziehungsziel Staatsbürger |
| Das Stoffprinzip              | Das psychologische Prinzip  |
| Passivistische Grundposition  | Aktivistische Grundposition |
| Die Wortschule                | Die Erlebnisschule          |
| Fehlende Wissenschaftlichkeit | Verwissenschaftlichung      |

Gegenüberstellung: Selter 1997
Kühnel wollte, dass Eltern und Lehrer als Partner im Schulsystem mitwirken. Er strebte an, dass Lehrer selbständig, stressfrei und eigenverantwortlich in Unterricht und Erziehung handeln. Er wünschte für Lehrer gegenseitige Unterrichtsbesuche in freundschaftlicher Atmosphäre, damit sie sich optimal weiterentwickeln. Er empfahl Werte wie Freundschaft, Autonomie für jeden und die gemeinsame, positive Gestaltung der Gemeinschaft, sowie die Achtung anderer Wahrheiten, weil niemand die Wahrheit kennt.
Kühnel trat für die wissenschaftliche Orientierung des Lehrers zur Reform von Unterricht und Schule ein. Er setzte sich mit anderen erfolgreich für eine akademische Lehrerbildung ein. Sachsen richtete an der Universität Leipzig ein Pädagogisches Institut ein, nachdem die Regierung sich 1923 für die 'Akademisierung der Volksschullehrerbildung' entschieden hatte. Kühnel hoffte für die Reform auf die Unterstützung der 'beobachtenden und experimentellen Psychologie' und ging davon aus, dass deren Forschungsergebnisse, eine 'exakte Analyse der Erziehungs- und Unterrichtsmethoden' möglich machen werde.
Kühnel bezog sich in seinen Schriften insbesondere auf vier vorangehende Reformpädagogen Johann Amos Comenius, Jean-Jacques Rousseau, Johann Heinrich Pestalozzi, Friedrich Fröbel.
Er fand Bestätigung seiner Ansichten in den Arbeiten seiner Zeitgenossen Georg Kerschensteiner und Hugo Gaudig.

## Unterrichtsreformer
Kühnel, der das Studium der Geschichte als Vorbedingung für reformerische Tätigkeiten betrachtete, bezeichnete Comenius als „Theoretiker der sinnlichen Anschauung im Unterricht“, als „Praktiker der anschaulichen Unterrichtsrede“ und als „Prophet des heutigen Anschauungsunterrichts“. Comenius’ Werk sei das Ergebnis seiner persönlichen Kreativität, das Systematische daran sei durch seine Zeit bedingt. Mit dem Wort Anschauung bezeichnete Kühnel allseitige Sinnentätigkeit.

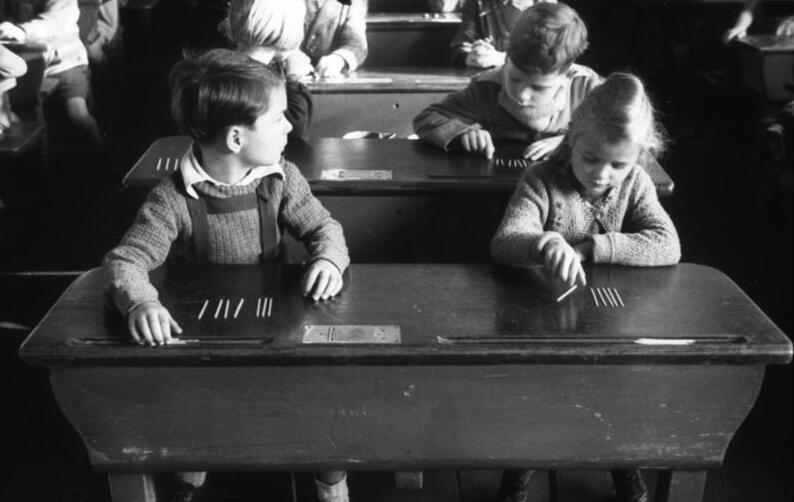
Rechenunterricht einer ersten Klasse

Kühnel stellte fest, dass die Rechenkenntnisse der besten Schulabgänger und erwachsenen Laien „jämmerlich“ seien. „Schulmänner“ und „Schulbehörden“ neigten dazu, dies auf den mangelhaften Fleiß, bzw. die mangelhafte Aufmerksamkeit der Schüler zurückzuführen. Er führte dies auf einer Reihe irriger Annahmen zurück, die für den zu seiner Zeit üblichen Rechenunterricht grundlegend waren. Es fehlten Kenntnisse darüber, wie Kinder Zahl- und Ordnungsbegriffe entwickeln; es fehle die Anschauung im Unterricht; es werde viel zu früh abstrahiert und mechanisiert. Man mache aus dem Rechenunterricht eine Art Sprachunterricht, indem man Schüler Zahlen und Operationen auswendig lernen lasse, anstatt sie durch passende Aufgaben und Problemstellungen zum selbsttätigen Lernen und so zu nachhaltigen Lernerfolgen anzuleiten, die sie im Alltag nutzen können. Solange sich der Rechenunterricht darauf beschränke, Rechenfertigkeiten und Lösungsverfahren einzuüben, könne das Ergebnis nur 'betrüblich' sein, meinte Kühnel.
Er forderte dagegen, der Rechenunterricht müsse mit dem Leben und Erleben verbunden werden. Nur so könne dieser einen kulturellen Beitrag leisten. Die Idee eines 'erlebnisgebundenen' Sachrechnens formulierte er so:
Unser Rechenunterricht muss sachlich werden. Unser Sachunterricht muss sich rechnerisch gestalten.
An die erste Stelle seines Neubaus des Rechenunterrichts setzte er die Aufgabe, die Kräfte des Kindes zu entwickeln, die für den mathematischen Umgang mit der Wirklichkeit in alltäglichen Erfordernissen des Lebens unerlässlich sind. Dafür ist die Anschauung im Unterricht nötig. D. h. Zahlbegriffe und Operationen müssen durch Verbindung mit konkreten Dingen und Situationen gelernt werden. Nur so entwickeln sich Vorstellungen, die Schüler befähigen, das in der Schule Gelernte im Leben auch auf neue Situationen zu übertragen. Dies sei der jeweils kulturelle Beitrag jedes Einzelnen. Das anschauliche Lernen muss „allseitig“, d. h. mit allen Sinnen, wobei der Tastsinn Vorrang hat, und an den unterschiedlichsten Dingen, sehr oft „wiederholt“ werden, bis Zahlvorstellungen und Operationen geläufig werden. Dazu brauchen die Schüler die „planmäßige“ Anleitung des Lehrers, die ihnen entsprechende Erlebnisse ermöglichen soll.
Seine Forderungen verlangten keine Revolution, sondern nur eine veränderte innere Einstellung, schrieb Kühnel 1916. Er wolle in der Sache anregen und bitte seine „Amtsgenossen“ aller Schularten darum, seine Vorschläge „praktisch auszuprobieren“.

## Aktualität
Seit dem 102. Kongress in Mainz 2011 verleiht der MNU (Deutscher Verein zur Förderung des mathematischen und naturwissenschaftlichen Unterrichts) den Johannes-Kühnel-Preis zur Förderung des mathematischen Anfangsunterrichts. Der Johannes-Kühnel-Preis wird vom Ernst Klett Verlag gestiftet.
Schon 1916 waren seine Veröffentlichungen zustimmend aufgenommen worden. Nach dem Zweiten Weltkrieg wurde Kühnels Neubau des Rechenunterrichts zum Standardwerk der Ausbildung von Lehrern und an deutschen Schulen. Rechenmethodik und Lehrpläne waren von Kühnels Ideen geprägt.
Nur durch Sättigung der Anschauung reift das Kind zum Abstrahieren. oder Anschauung ist das halbe Lehrerleben.
waren oft verwendete Redensarten unter Lehrern. Mit den Veränderungen der Schulcurricula in den 1960er- und 1970er-Jahren und durch die Mathematisierung auch in der Grundschuldidaktik wurden neue Standards wirksam und Kühnel wurde vergessen.

## Werke
- Lehrproben aus dem Anschauungsunterricht mit methodischer Begründung. Klinkhardt, Leipzig 1899, 1923 unter dem Titel Moderner Anschauungsunterricht neu herausgegeben.
- Die Heimat im Wechsel des Jahres. Meinhold, Dresden 1903.
- Moderner Anschauungsunterricht. Klinkhardt, Leipzig 1907 u. 1910.
- Neuherausgabe von Comenius’ Orbus pictus. Klinkhardt, Leipzig 1910.
- Comenius und der Anschauungsunterricht. Dissertation. Klinkhardt, Leipzig 1911.
- Technischer Vorkursus. Leipzig 1912.
- Der Handfertigkeitsunterricht vom Standpunkte der Pädagogen. Leipzig 1915.
- Gedanken über Lehrerbildung. Eine Gegenschrift. Leipzig 1920.
- Die Lehrerbildung auf der Hochschule. Dresden 1923.
- Die alte Schule. Ein Buch vom deutschen Wesen und vom Frieden in der Welt. Leipzig 1924.
- Technische Bildung. Leipzig 1927.
- Vier Vorträge über neuzeitlichen Rechenunterricht. Klinkhardt, Leipzig 1922. (Eugen Koller (Hrsg.): Lebensvoller Rechenunterricht. 6. Auflage. Ehrenwirth, München 1949)
- Neubau des Rechenunterrichts. Ein Handbuch der Pädagogik für ein Sondergebiet. Klinkhardt, Leipzig 1916. (Eugen Koller (Hrsg.): 10. Auflage. Klinkhardt, Bad Heilbrunn/Oberbayern 1959)